# Johannes Poppitz
Johannes Poppitz (* 18. Dezember 1911 in Plauen; † 1943 in Leipzig) war ein deutscher Staatsrechtler.

## Leben
Poppitz studierte an der Friedrich-Schiller-Universität Jena Rechtswissenschaft. 1931 wurde er im Corps Guestphalia Jena recipiert. 1938 wurde er an der Universität Leipzig zum Dr. iur. promoviert. Im Heer nahm er am Westfeldzug teil. 1941 habilitierte er sich bei Hans Gerber. Nachdem er in Polen gewesen war, kam er im schweren Winter 1941/42 an die Ostfront. Dort zerbrach seine Gesundheit. Nach neunmonatigem Lazarettaufenthalt konnte er zur wissenschaftlichen Arbeit zurückkehren. Als Universitätsdozent erlebte er noch die Aufforderung, an der Albert-Ludwigs-Universität Freiburg ein Ordinariat zu verwalten. Bevor er ihr nachkommen konnte, erlag er mit 32 Jahren in kürzester Zeit der kriegsbedingten Krankheit. Ein Schriftenverzeichnis ist 1999 erstellt worden.
Poppitz wurde im Schmiedtschen Erbbegräbnis in der II. Abteilung des Neuen Johannisfriedhofs beerdigt.

## Werke
- Die Grundfrage des Staatskirchenrechts. Der Anspruch des Staates und das geistliche Wesen der Kirche. Leipzig 1938 (Dissertation).
- Berlin und Hamburg, in: Archiv des öffentlichen Rechts 67 (1938), S. 361 ff.
- Religion und Recht, in: Archiv des öffentlichen Rechts 66 (1937), S. 129 ff.
- Bemerkungen zur wissenschaftlichen Problematik des Verhältnisses von Staat und Kirche unter besonderer Berücksichtigung der Theologie Karl Barths, in: Archiv für evangelisches Kirchenrecht 1 (1937), S. 297–361.
- Der Kompetenzkonflikt : geschichtliche Entwicklung und gegenwärtige Gestaltung. Leipzig 1941 (Habilitationsschrift).
- Die Verwaltungsgerichtsbarkeit im Kriege, in: Ernst Rudolf Huber (Hrsg.): Idee und Ordnung des Reiches, Bd. 1, Hamburg 1941.
- Die Anfänge der Verwaltungsgerichtsbarkeit, in: Archiv des öffentlichen Rechts 72 (1943), S. 158–221 und 73 (1944), S. 3–40 (mit einem Nachruf in der Vorbemerkung von Hans Gerber).